# Pištanica
Pištanica (szerbül: Пиштаница) Pištenica néven egykor szerb, ma bosnyák falu Bosznia-Hercegovinában, a Bosznia-hercegovinai Föderáció Una-Szanai kantonjában, Ključ községben. 

## Fekvése
Bosznia-Hercegovina nyugati részén, Bihácstól légvonalban 69, közúton 98 km-re délkeletre, Ključtól légvonalban 10, közúton 20 km-re északnyugatra, a Szanica jobb partja felett, az Ošljak északnyugati lejtőin fekszik. 

## Népessége
| Nemzetiségi csoport | Népesség 1991 | Népesség 2013 |
| ------------------- | ------------- | ------------- |
| Szerb               | 132           | 0             |
| Bosnyák             | 28            | 26            |
| Horvát              | 0             | 0             |
| Jugoszláv           | 0             | 0             |
| Egyéb               | 0             | 0             |
| Összesen            | 160           | 26            |

## Története
Pištanica 1878-ig tartozott az Oszmán Birodalomhoz, majd az Osztrák-Magyar Monarchia része lett. 1879-ben az első osztrák-magyar népszámlálás során a faluban 19 házat és 120 ortodox szerb lakost számláltak. 1910-ben a településen 34 házat, 11 muszlim és 180 ortodox szerb lakost találtak. A monarchia szétesésével 1918-ben előbb a Szerb-Horvát-Szlovén Királyság, majd 1929-től a Jugoszláv Királyság része. 1921-ben 27 házat és 176 lakost számláltak itt. A második világháború idején 1941. július 27. és 31. között a falu szörnyű napokat élt át, amikor az usztasák lerohanták és teljesen felégették a települést. A gyilkosságokat július 27-i kezdettel előzte meg a szerb lakosság nemre és életkorra való tekintet nélküli kollektív letartóztatása ezen a területen. A falu a háború idején szinte teljesen kihalt volt. Az usztasák a szerb lakosság összes férfiját lemészárolták, a muszlim lakosság pedig Sanski Mostba menekült. A faluban csak néhány nő és gyerek maradt, de mindnyájan feketébe voltak burkolva. Az áldozatok pontos száma ma sem ismert, szakirodalom azt állítja, hogy 1941 júliusának utolsó napjaiban Ključ környékén és a környező falvakban 902 embert öltek meg az usztasák. Az NDH forrásai a lelőttek számát 400-tól 500 főig becsülik Ključból és a környező falvakból.. A meglévő adatok szerint e bűncselekmények elkövetői a Josip Kurelec főhadnagy által vezetett zágrábi 5. usztasa század tagjai, valamint a helyi usztasák voltak. 1945-től a település a szocialista Jugoszlávia része volt.
A boszniai háború idején település 1995 szeptemberéig a szerb félkatonai egységek uralma alatt állt, amikor a Bosznia-Hercegovinai Hadsereg, a Horvát Védelmi Tanács (HVO) és a Horvát Hadsereg (HV) által vezetett közös akciók során elfoglalták. 1995-ben a Sana hadművelet során szerb lakossága a visszavonuló szerb csapatokkal együtt elmenekült és többé nem tért vissza. 2013-ban a falunak 26 állandó lakosa volt, mind muszlimok.